# Atabari
Abu Jafar Maomé ibne Jarir Atabari (em árabe: أبو جعفر محمد بن جرير بن يزيد; romaniz.: Abu Ja'far Muhammad ibn Jarir at-Tabari; lit. "Abu Jafar Maomé, filho de Jarir Tabari"; Amol, 838 ou 839 — Bagdá, 17 de fevereiro de 923), mais conhecido somente como Atabari (at-Tabari) ou al-Tabari, foi um estudioso proeminente e influente, erudito, historiador e tafsir (exegeta do Alcorão natural do do Tabaristão, atual Mazandarão no Irã.
Actualmente é mais conhecido por sua experiência em exegese do Alcorão, jurisprudência islâmica e história do mundo, mas tem sido descrito como um impressionante e prolífico polímata. Escreveu sobre temas como poesia, lexicografia, gramática, ética, matemática e medicina.

## Biografia
Atabari nasceu em Amol, Tabaristão (cerca de vinte quilômetros ao sul do mar Cáspio), no inverno de 838-9. Ele memorizou o Alcorão aos sete anos, tornou-se líder religioso qualificado aos oito e começou a estudar as tradições proféticas aos nove. No ano AH 236 (850-1), Atabari saiu de casa para estudar, quando tinha então doze anos. Ele manteve laços estreitos com sua cidade natal. Voltou pelo menos duas vezes, a última vez em AH 290 (903), quando a sua franqueza causou algum mal-estar e levou a uma partida rápida.
Ele foi para Rei, onde permaneceu por cerca de cinco anos. Um professor importante em Rei foi Abu Maomé ibne Abedalá Humaide Arrazi, que já havia ensinado em Bagdá, e tinha setenta anos então. Entre outras matérias, ibne Humaide ensinou a Atabari as obras históricas de ibne Ixaque, especialmente a Sira, sobre a vida de Maomé. Atabari cita ibne Humaide frequentemente, mas pouco se sabe sobre seus outros professores em Rei. Atabari, em seguida, viajou para estudar em Bagdá com ibne Hambal, que, no entanto, falecera no final de 855 ou início de 856.
Deixando Bagdá cerca de 242 A.H. (856-7) viajou pelas cidades do sul de Baçorá, Cufa e Uacite, onde conheceu vários estudiosos eminentes e veneráveis. Além de seu estudo anterior sobre a lei Hanafi, Atabari também estudou as escolas chafeísta maliquita e {ilc|Zairi||Zairismo|Zahirismo|Zahiri|Al-Ẓāhirīyyah|Al-Zahiriyyah}}. O estudo de Atabari sobre a última escola foi com o seu fundador, Daúde Azairi, e Atabari copiou à mão e transmitiu muitas das obras do seu professor. Atabari foi bem versado em quatro das cinco escolas legais sunitas restantes antes de fundar sua própria escola independente, ainda que actualmente extinta. Seus debates com seus ex-professores e colegas de classe eram conhecidos e serviram de demonstração da referida independência. Notavelmente ausente desta lista é a escola hambalita, a quarta maior escola jurídica dentro do islamismo sunita na era atual. A visão de Atabari de ibne Hambal, o fundador da escola, tornou-se decididamente negativa mais tarde na vida. Atabari não dava à opinião de ibne Hambal qualquer peso ao considerar os vários pontos de vista dos juristas, afirmando que ibne Hambal nem sequer era um jurista, mas apenas um registador de hádices.
A caminho dos trinta anos de idade, Atabari viajou à Síria, Palestina e Egito. Ele recebia pagamento por suas aulas. Nunca assumiu posição governamental ou judicial. Atabari estava nos seus cinquenta anos quando Almutadide se tornou califa, e já passava dos setenta no ano em que sua História foi publicada. Durante os anos entre essas datas, ele era famoso, embora um tanto controverso. Entre as personalidades de sua idade, teve acesso a fontes de informação como ninguém, exceto talvez aqueles que estavam diretamente relacionados com a tomada de decisões do governo.
A maioria, se não todos, os materiais para as histórias de Almutadide, Almoctafi e os primeiros anos de Almoctadir foram coletados por ele no tempo que os eventos relatados ocorreram; os seus relatos são tão autênticos quanto se pode esperar desse período.
Os últimos anos de Atabari foram marcados por conflitos com os seguidores de Haçane ibne Ali Albarbaari, aluno de ibne Hambal. Atabari era conhecido por sua visão de que o hambalismo não era uma escola legítima de pensamento. Os hambalitas de Bagdá muitas vezes apedrejaram a casa de Atabari, escalando a perseguição até o ponto em que as autoridades tiveram que usar a força. O chefe da polícia de Bagdá tentou organizar um debate entre Atabari e os hambalitas para resolver suas diferenças, mas os hambalitas não compareceram. A constante ameaça de violência dos hambalitas pendeu sobre a cabeça de Atabari pelo resto de sua vida.

## Obras principais
A primeira das suas duas grandes obras, foi História dos Profetas e Reis conhecida como os Anais (Tarikh al-Tabari). É uma história universal desde o tempo da Criação até o ano de 915, e é conhecida por seus detalhes e precisão sobre a história dos muçulmanos e do Médio Oriente. O trabalho de Atabari é uma das principais fontes primárias para os historiadores. È uma obra monumental, existindo uma tradução inglesa (por vários autores, entre eles Franz Rosenthal) em 39 enormes volumes (e mais um só para o índice) publicada pela State University of New York Press.
Seu segundo trabalho de vulto foi o Comentário Sobre o Alcorão (Tafsir al-Tabari), em mais de uma dezena de extensos volumes, que foi marcado pela mesma abundância de detalhes que os Anais. Levou sete anos para terminá-loː do ano 283 até 290.
Tahdhib al-Athar é a sua terceira grande obra, incompleta. Iniciada por Atabari, faleceu antes de a terminar. È um trabalho sobre os os hádices (tradições transmitidas pelos Companheiros de Maomé), explicando cada um deles e examinando a sua autenticidade.

### Jariri
Atabari fundou uma fiqh (escola de pensamento e jurisprudência islâmica) que no entanto foi de curta duração (cerca de dois séculos).
A escola Jariri estava frequentemente em conflito com a escola hambalita de Amade ibne Hambal. Foi notável por suas atitudes liberais em relação ao papel das mulheres; considerava, por exemplo, que as mulheres podiam ser juízes e poderiam conduzir os homens em oração.